# 英迪拉·梅斯特雷
英迪拉·梅斯特雷（西班牙語：Indira Mestre，1979年4月21日—），古巴前女子排球运动员。她曾代表古巴国家队参加1998年世界女排锦标赛和2003年泛美运动会排球比赛，其中在2003年泛美运动会上获得银牌。